# Blohm & Voss BV 138
Die Blohm & Voss BV 138 war ein erfolgreicher See-Fernaufklärer der Luftwaffe der Wehrmacht, mit dem mehrere Seeaufklärungsstaffeln ausgerüstet waren. Wegen der Form seines Rumpfes erhielt das Flugboot den Spitznamen „Fliegender Holzschuh“, den eine Einheit, die 1.(F)/130(See), sogar zu ihrem Staffelabzeichen machte.

## Entwicklung

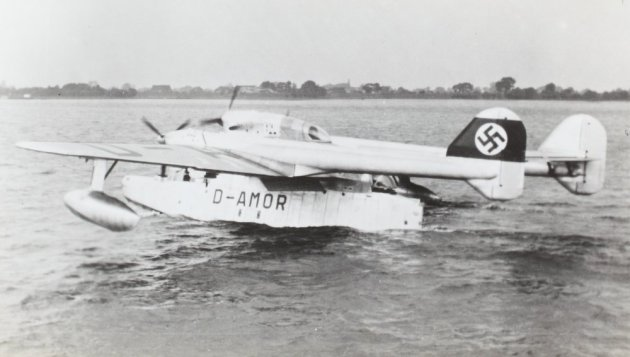
BV 138 V2

Das Reichsluftfahrtministerium (RLM) gab im August 1934 die Ausschreibung für einen mehrmotorigen See-Fernaufklärer heraus, der mit den neu entwickelten, besonders sparsamen Dieselmotoren Junkers Jumo 5 (später als Jumo 205 bezeichnet) ausgerüstet sein sollte. Diese Forderungen gingen, außer an das damals noch als Hamburger Flugzeugbau (HFB) arbeitende Werk, auch an die Firma Dornier. Der neue Chefkonstrukteur des HFB, Richard Vogt, entwarf ein dreimotoriges Flugboot mit Zentralrumpf und doppelten Leitwerksträgern, das zwei seiner Lieblingsideen aufwies, den so genannten Rohrholm und den Knickflügel. Der Entwurf gefiel offenbar beim RLM und erhielt die Bezeichnung Ha 138. Schon bei den ersten Rollversuchen am 14. Juli 1936 auf einem Nebenarm der Elbe in der Nähe des Pagensandes gab es ein böses Erwachen. Der Chefpilot, Helmut Wasa Rodig, konnte den Prototyp Ha 138 V1 (D-ARAK) praktisch nicht aus dem Wasser bekommen. Die weiteren Versuche zeigten, dass die Luftströmung auf den nach oben geknickten Innenflügeln völlig verwirbelt war. Vogt, unterstützt vom Versuchsleiter Walter Stender, musste sich entschließen, den Knickflügel durch einen gerade durchlaufenden zu ersetzen, was am zweiten Flugzeug geschah. Außerdem war es nötig, den Bootsrumpf hinten um volle drei Meter zu verlängern, die Leitwerksträger wesentlich drehsteifer zu machen und die Fläche der Seitenleitwerke zu vergrößern.
Mit diesem so geänderten zweiten Prototyp Ha 138 V2 (D-AMOR) setzte Rodig die Erprobung am 23. Juli 1937 fort. Zu dieser Zeit war das Konkurrenzmuster Do 24 bereits aus dem Rennen und die Entscheidung zugunsten der Ha 138 gefallen. Das erste Flugzeug der Vorserie, BV 138 A-01 (D-ADJE), erfüllte endlich die Erwartungen. Wegen weiterer Verzögerungen konnte der Chefpilot damit allerdings erst am 11. Juli 1939 zum Erstflug starten. So kam es, dass die Seefernaufklärerstaffeln der Luftwaffe mit der von Anfang an nur als Behelf gedachten Dornier Do 18 in den ausbrechenden Krieg ziehen mussten. Die A-01 war auch das erste Flugzeug, welches mit dem neuen Firmenkürzel BV statt Ha bezeichnet wurde. Ihm folgten noch drei weitere Vorserienflugzeuge A-02 bis A-04, bis die Serienfertigung von 25 Stück BV 138 A-1 im Januar 1940 anlief. Es folgten dann 20 Flugzeuge der Ausführung B-1, denen sich die Großserie von 161 Stück C-1 anschloss. Schließlich erhielt auch noch die Firma Weser-Flugzeugbau einen Auftrag über 67 Stück C-1. Die Fertigung der BV 138 lief Ende 1943 aus.

## Einsatz

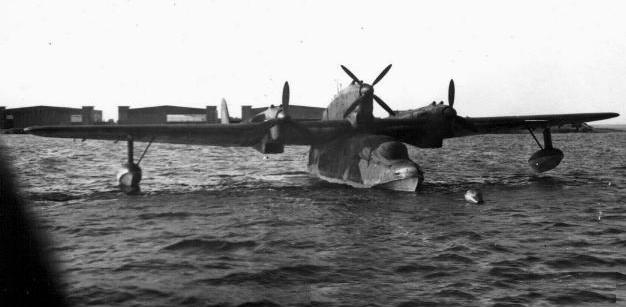
BV 138 ankert bei Konstanza, Rumänien 1943

Der erste Einsatz erfolgte schon mit den drei Vorserien-Flugzeugen BV 138 A-01 bis 03 als Truppentransporter während des Unternehmens Weserübung, der Besetzung Norwegens. Eines der Flugzeuge wurde von eigener Flak als noch völlig unbekannt beschossen und stark beschädigt zu einer Notlandung im Hafen von Bergen gezwungen. Anhand der Luftwaffenuniformen der fliegenden Besatzungen der Erprobungsstelle See klärte sich dieses Missgeschick auf. Das Gleiche galt übrigens auch für die beiden vorhandenen Dornier Do 24 V1 und V2. Im weiteren Verlauf des Krieges diente die BV 138 dann über der Nord- und Ostsee sowie dem Ärmelkanal und dem Eismeer als Aufklärer. Für den Seenoteinsatz erwies sie sich allerdings als völlig ungeeignet, doch dafür konnte dank der fortgeführten niederländischen und später auch französischen Fertigung die zuerst abgelehnte Do 24 in weit überlegener Weise eingesetzt werden. Einige BV 138 wurden auch zum Minenräumen benutzt, wobei das von einem unter dem Flugzeug angebrachten Spulenring erzeugte starke Magnetfeld im Tiefflug mit Magnetzündern ausgestattete Seeminen zur Explosion brachte. Auch zur U-Boot-Bekämpfung wurden mit FuG 200 Hohentwiel ausgerüstete Flugzeuge verwendet. Die Dieselmotoren eröffneten außerdem die Möglichkeit, weit draußen im Atlantik an verabredeter Stelle von aufgetauchten deutschen U-Booten Treibstoff zu übernehmen, der aber an Bord vor der Verwendung erst mit einer eigenen Anlage vom enthaltenen Kondenswasser befreit werden musste.
Die BV 138 zeigte gegenüber anderen Maschinen dank ihrer starken Defensivbewaffnung auch gute Kampfeigenschaften.
So konnten durch Flugboote dieses Typs einmal eine Consolidated PBY Catalina und eine Bristol Blenheim Mk. V abgeschossen werden.
Einer der bekanntesten Piloten dieses Flugzeugtyps war der spätere CDU-Vorsitzende Rainer Barzel.

## Ausführungen
- BV 138 A-1: erste Serienversion mit 605-PS-Motoren Jumo 205 C und einer 20-mm-Kanone in einem Drehturm Lb 204 vorn sowie zwei offenen Abwehrständen mit je einem 7,92-mm-MG 15 hinten.
- BV 138 B-1: strukturell verstärkte Version mit 880-PS-Motoren Jumo 205 D, zwei 20-mm-MG 151/20 in hydraulischen Drehringlafetten HD 151/1A im Bug und im Heckstand, das weitere MG 15 im oberen Heckstand wurde bald durch das 13-mm-MG 131 ersetzt.
- BV 138 C-1: nochmals verstärkte Version, der mittlere Motor bekam wegen aufgetretener Schäden einen Vierblatt-Propeller, während die äußeren Motoren Dreiblatt-Propeller mit breiteren Blättern erhielten.
- BV 138 MS: Minensuch-Ausführung, die Bewaffnung wurde entfernt, um das Antriebsaggregat für die Minensuchausrüstung einbauen zu können.

## Technische Daten

Dreiseitenriss

| Kenngröße             | Daten (BV 138 C-1)                                                                                               |
| --------------------- | --- |
| Typ                   | schleuderstartfähiges Aufklärungsflugboot                                                                        |
| Länge                 | 19,90 m |
| Spannweite            | 26,94 m |
| Höhe                  | 6,60 m |
| Flügelfläche          | 112 m² |
| Flügelstreckung       | 6,5 |
| Leermasse             | 8.100 kg |
| max. Startmasse       | 17.650 kg (für Schleuderstart) oder 18.150 kg bei Start mit Rauchgeräten (davon 500 kg für die abzuwerfenden RG) |
| Triebwerk             | drei Junkers-Zweitakt-Dieselmotoren Jumo 205 D mit je 648 kW (880 PS) Startleistung                              |
| Kraftstoff            | 5.310 l in drei geschützten Behältern und in drei ungeschützten (im Rohrholm)                                    |
| Höchstgeschwindigkeit | 275 km/h |
| Reisegeschwindigkeit  | 235 km/h |
| Dienstgipfelhöhe      | 4.200 m |
| Reichweite            | 3.880 km |
| Flugdauer             | 16,5 h |
| Bewaffnung            | zwei 20-mm-MG 151/20 ein 13-mm-MG 131 anfangs drei, später sechs 50-kg-Bomben oder vier 150-kg-Wasserbomben      |

## Anmerkung
1. ↑  Nach einigen Quellen konnte Helmut Wasa Rodig die Bv 138 einen Tag später am 15. Juli 1936 für kurze Zeit zum Fliegen bringen, ohne dabei aber in einen Steigflug übergehen zu können. Am 27. Juli wurde bei einem weiteren Versuch die nachfolgend beschriebene Ursache für die mangelnde Flugfähigkeit entdeckt und die Erprobung bis zu deren Beseitigung ausgesetzt.